# Jewgeni Ring

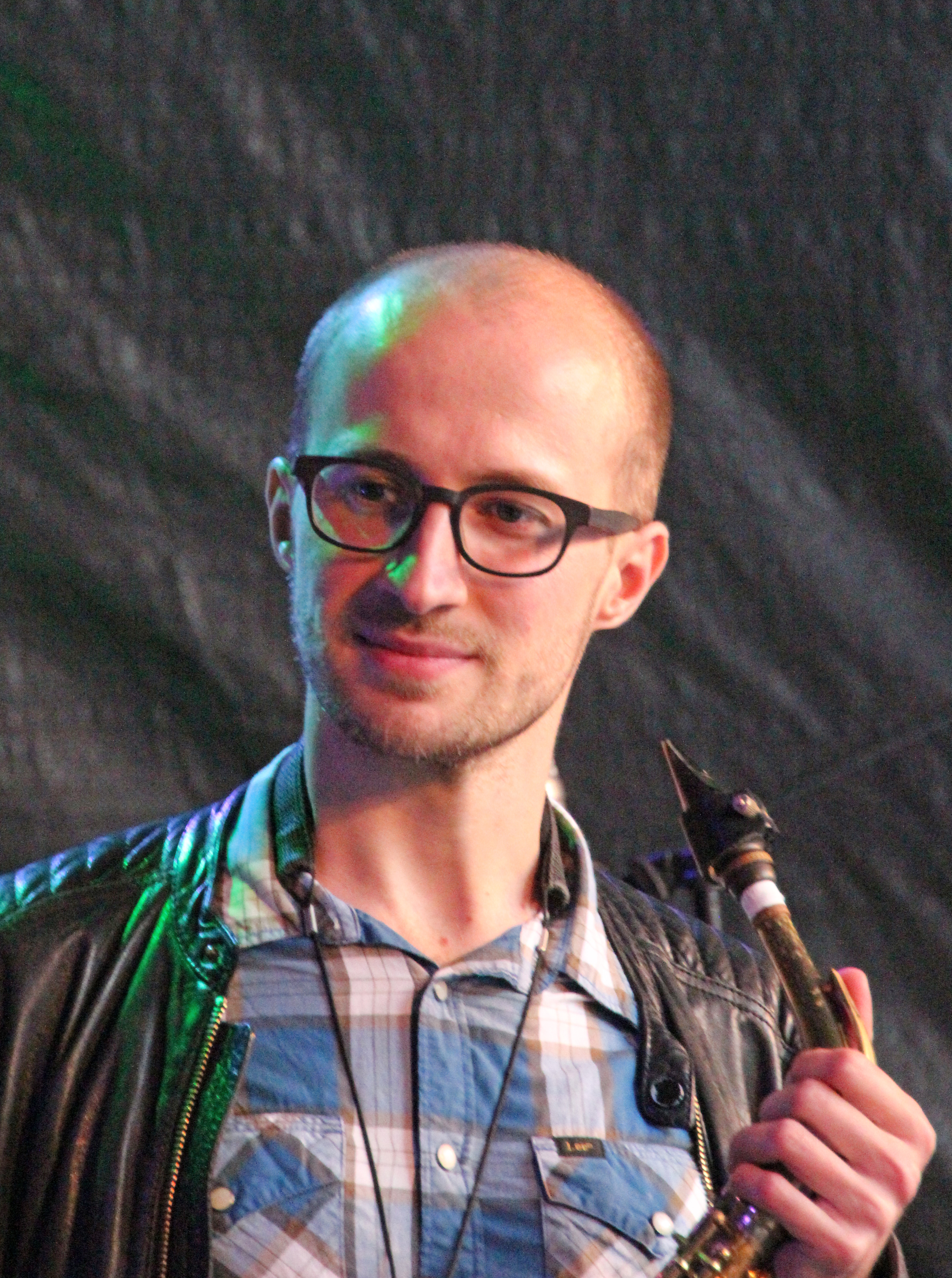
Evgeny Ring (2017)

Jewgeni Ring (russisch Евгений Ринг, * 1987 in  Rostow) ist ein russischer, in Deutschland lebender Jazzmusiker (Alt- und Sopransaxophon, Klarinette, Komposition), der unter dem Namen Evgeny Ring aktiv ist.

## Leben und Wirken
Ring erhielt ab seinem siebten Lebensjahr Saxophon-Unterricht an der Kim-Nazaretow-Kinder-Jazzschule und spielte dort u. a. in der Children’s Bigband unter der Leitung von Andrey Machnew. Ab 2007 studierte er Saxophon an der Hochschule für Musik und Theater „Felix Mendelssohn Bartholdy“ Leipzig bei Uwe Plath und Johannes Enders; außerdem hatte er in dieser Zeit Unterricht bei Richie Beirach und nahm an Meisterklassen (u. a. mit Billy Hart, Dave Liebman, Mark Turner) teil. Bei einem New-York-Aufenthalt hatte er zudem Unterricht bei Dave Liebman und traf auf Musiker wie Randy Brecker und Phil Markowitz. Nach Beendigung seines Saxophonstudiums in Leipzig mit Auszeichnung absolvierte er ein Kompositionsstudium an der Musikhochschule Köln (Abschluss 2017). Er leitet ein eigenes Quartett, für das er eigene Kompositionen schreibt und mit dem er 2011 ein erstes Album Ya Tashus vorlegte. Er spielte u. a. auch mit Natalya Karmazins Karma Jazz Group, der Spielvereinigung Sued (Album Zollers Expeditions Orkest Mons 2013), dem Ensemble The Big Jazz Thing (Album A Next Generation Celebration, Double Moon Records, 2013), dem Eva Klesse Quartett (Xenon 2014, Obenland 2016, Miniatures 2018, alle auf enja) und dem Magnetic Ghost Orchestra (u. a. mit Malte Schiller, Moritz Sembritzki, Raphael Klemm). Mit Uli Weber an der E-Gitarre, Jort Terwijn am Bass und Hans Arnold am Schlagzeug trat er in der Formation Bazga auf.

## Preise und Auszeichnungen
Ring gewann unter anderem den Russischen Jazz Award 2007. Mit seinem eigenen Quartett hat er 2009 den 2. Preis beim Internationalen Jazzpreis Burghausen und im Folgejahr den 3. Preis beim Internationalen Jazzpreis Hoeillaart gewonnen. 2015 erhielt er den Jazznachwuchspreis der Stadt Leipzig. Im selben Jahr wurde das Eva Klesse Quartett, dem er angehörte, mit dem Echo Jazz als beste Newcomer-Band ausgezeichnet.

## Diskographische Hinweise
- Evgeny Ring Quartet Ya Tashus (Double Moon Records 2011, mit Sascha Stiehler, Philipp Rohmer, Dominique Ehlert)
- Karma Jazz Group Birth of Indigo (Laika 2011, mit Natalya Karmazin, Daniel Guggenheim, Christoph Rücker, Martin Standke)
- Evgeny Ring Quartet feat. Bastian Ruppert Mesokosmos (Unit Records 2015)